# Mystery Science Theater 3000
Mystery Science Theater 3000 (régulièrement nommé MST3K) est une série télévisée américaine en 197 épisodes d'environ 95 minutes créée par Joel Hodgson, produit par Best Brains inc. et diffusée entre le 24 novembre 1988 et le 8 août 1999 sur KTMA (1988–1989), The Comedy Channel (1989–1991), Comedy Central (1991–1996) et Sci Fi Channel (1997–1999). Netflix relance la série en 2017, et l'annule après deux saisons supplémentaires.
Cette série est inédite dans les pays francophones.
Une adaptation cinématographique, Mystery Science Theater 3000: The Movie, est sortie en 1996. Aussi, le téléfilm Attack of the Killer B-Movies de 1995 en est un hommage.
En 2007, le journaliste du magazine Time James Poniewozik a classé la série dans le top 100 des meilleures séries télévisées de tous les temps.

## Synopsis
La série a pour sujet un homme, Joel Robinson, ainsi que ses deux robots, Crow et Tom Servo. Ils sont tous trois prisonniers d'une station spatiale appartenant à un méchant scientifique. Celui-ci les oblige à regarder des films de série B, choisis parmi les plus mauvais films d’épouvante, de science-fiction, et d’aventure qui ont jamais été tournés. Pour garder leur santé mentale, l'homme et ses deux robots font des commentaires et des plaisanteries sur les scènes absurdes tout en regardant le film. Chaque épisode est constitué d'un bref « échange des expériences », durant lequel Joel Robinson et le scientifique fou aidé de son acolyte présentent des inventions excentriques et farfelues, suivi d'un film de série B, que le spectateur regarde en entier en compagnie de Joel et de ces deux robots.

## Distribution
- Joel Hodgson (1988–1993)
- Michael J. Nelson (1993–1999)
- Kevin Murphy (1988–1999)
- Trace Beaulieu (1988–1996)
- Frank Conniff (1990–1995)
- Jim Mallon (1989–1996)
- Mary Jo Pehl (1992–1999)
- Bill Corbett (1996–1999)
- Josh Weinstein (1988–1990)
- Patrick Brantseg (1997–1999)
- Jonah Ray (2017)
- Felicia Day (2017)
- Patton Oswalt (2017)